# Coloração negativa
Coloração negativa é um método estabelecido, frequentemente usado em microscopia diagnóstica, para contrastar um espécime fino (de baixa espessura) com um fluido opticamente opaco.
Para microscopia de campo claro, a coloração negativa é normalmente realizada uando-se um fluido pigmentado preto tal como a negrosina. O espécime, tal como uma cultura de bactérias em líquido é espalhado sobre uma lâmina de vidro, é misturada com o corante negativo e deixa-se secar. Quando visto com o microscópio as células bacterianas, e talvez seus esporos, aparecem brilhantes contra o o fundo escuro circundante. Um método alternativo tem sido desenvolvido usando-se uma caneta para marcação de tinta à prova d'água comum para fornecer o corante negativo.